# ماثيو لورانس
ماثيو لورانس (بالإنجليزية: Matthew Lawrence)‏ (و. 1980 – م) هو ممثل، وممثل تلفزيوني، من الولايات المتحدة الأمريكية.

## التعليم
تعلم في جامعة جنوب كاليفورنيا.

## وصلات خارجية
- ماثيو لورانس على موقع IMDb (الإنجليزية)
- ماثيو لورانس على موقع ألو سيني (الفرنسية)
- ماثيو لورانس على موقع أول موفي (الإنجليزية)
- ماثيو لورانس على موقع قاعدة بيانات الأفلام السويدية (السويدية)
- ماثيو لورانس على موقع إن إن دي بي (الإنجليزية)
- ماثيو لورانس على موقع قاعدة بيانات الفيلم (الإنجليزية)
- ماثيو لورانس على موقع كينوبويسك (الروسية)